# Reincorporacion de militares revolucionarios (Argentina)

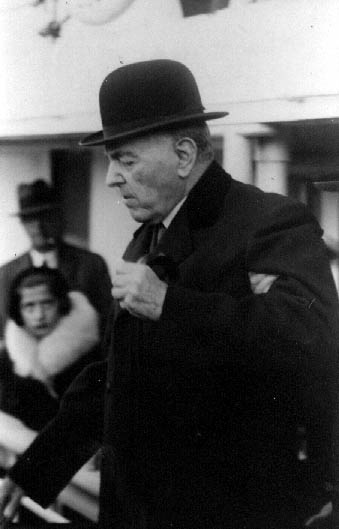
El presidente radical Hipólito Yrigoyen

En Argentina se conoce como reincorporación de los militares revolucionarios a una ley sancionada en 1922 durante el gobierno de Hipólito Yrigoyen por la cual se consideraban servicios a la Patria las intervenciones de jefes y oficiales militares en las sublevaciones radicales contra el recientemente abolido régimen del Partido Autonomista Nacional.

## Antecedentes
Desde 1890 la Argentina venía siendo gobernada por un único partido político, el Partido Autonomista Nacional, el cual llevaba adelante una política conservadora y liberal pero violaba sin embargo la constitución nacional en lo que se refiere a libertades individuales y a la realización de elecciones libres.
Este hecho, sumado a la aguda crisis económica, derivó en varios levantamientos armados en los cuales participaron tanto civiles como militares contra el gobierno central. El primero y más emblemático de ellos fue la llamada Revolución del Parque en 1890.

## Fundamentos de la ley
La ley está fundamentada en el hecho de que el régimen del PAN no era democrático ni respetaba la constitución nacional, lo cual habilitaba al pueblo y a las Fuerzas Armadas a intervenir de forma directa para forzar al mismo a llamar a elecciones libres y democráticas, algo que finalmente sucedería en 1916 con la victoria del propio Yrigoyen.

## Artículos de la ley
1. Decláranse servicios a la Patria los prestados por jefes, oficialese individuos de tropa del Ejército y de la Armada, en los movimientos revolucionarios de 1890, 1893 y 1905.
2. Reincorpórase en la situación de retiro y con el grado inmediatosuperior al que tenían y con el sueldo de actualidad, a losjefes, oficiales y tropa que hubieren quedado fuera de ambas instituciones en los referidos sucesos.
3. A los jefes y oficiales en actividad que por su intervención en estos acontecimientos no hubieran obtenido el ascenso que les correspondía, quedan promovidos al grado inmediato superior.
4. Reconócese el derecho a la pensión a todos los deudos de los militares muertos en el desarrollo de esos sucesos.

- Datos: Q6104691